# Balai Raja
Balai Raja is een bestuurslaag in het regentschap Bengkalis van de provincie Riau, Indonesië. Balai Raja telt 4392 inwoners (volkstelling 2010).